# Ludwig Weber (Sänger)
Ludwig Weber (* 29. Juli 1899 in Wien; † 9. Dezember 1974 ebenda) war ein österreichischer Opernsänger (Bass).

## Leben

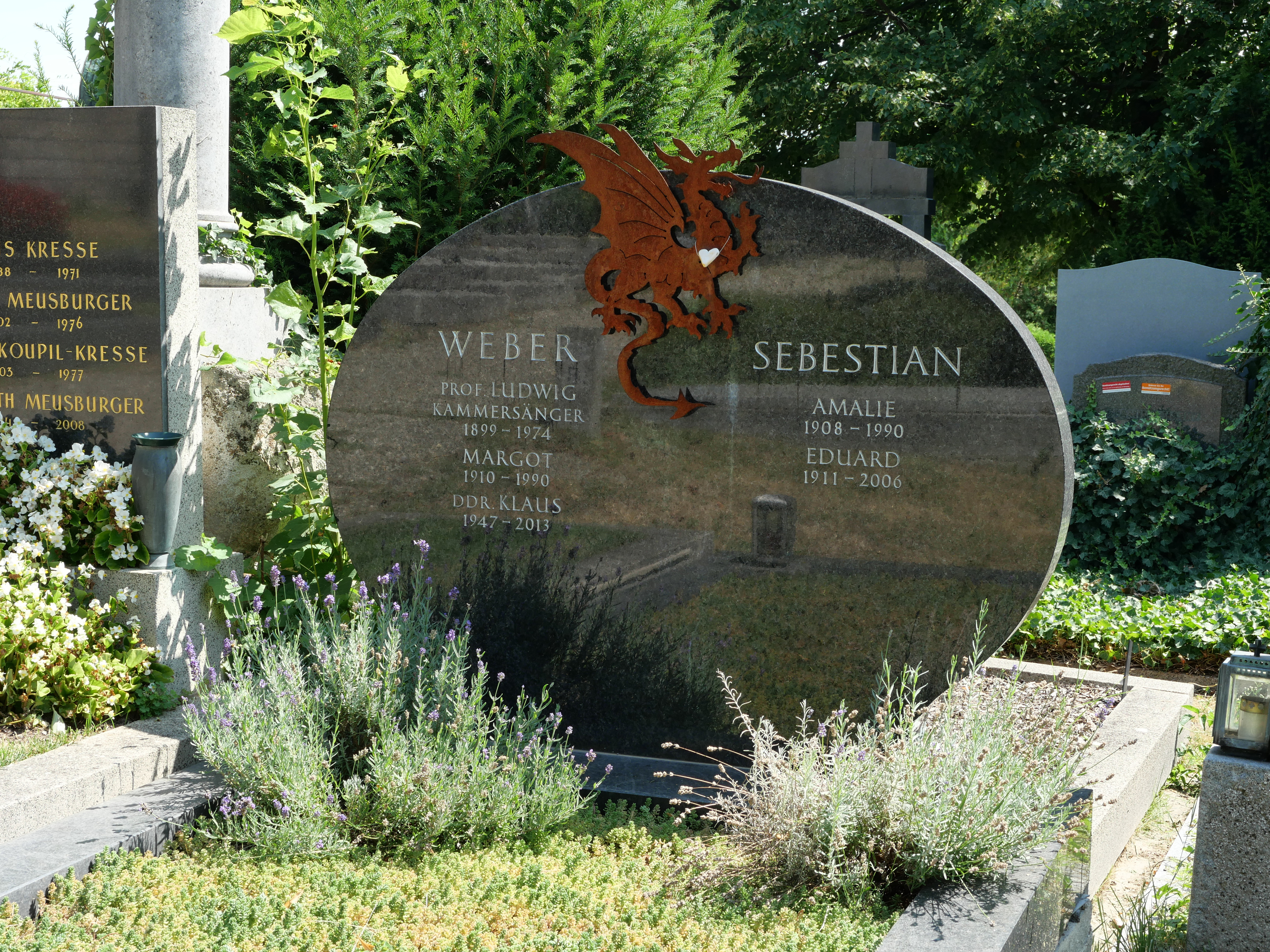
Grabstätte von Ludwig Weber

Weber studierte in seiner Heimatstadt bei Alfred Borrotau, debütierte dort 1920 an der Volksoper. Ab 1933 war er Ensemblemitglied der Bayerischen Staatsoper in München. Weber stand 1944 in der Gottbegnadeten-Liste des Reichsministeriums für Volksaufklärung und Propaganda.
Von 1945 an bis zu seiner Pensionierung war er Mitglied der Wiener Staatsoper.
Von 1951 bis 1962 trat er bei den Bayreuther Festspielen auf. Er gastierte in allen großen europäischen Opernhäusern und am Teatro Colón in Buenos Aires. Ab 1961 lehrte er als Professor am Salzburger Mozarteum.
Webers Stimme wurde als eine der rundesten, wärmsten, wohltönendsten und kraftvollsten Bassstimmen des 20. Jahrhunderts gefeiert. Als seine Paradepartien galten Gurnemanz in Parsifal, Hagen in Götterdämmerung, Fasolt in Das Rheingold, König Marke in Tristan und Isolde (alle von Richard Wagner), Sarastro in Mozarts Zauberflöte, die Titelfigur in Mussorgskis Boris Godunow und der Baron Ochs auf Lerchenau in Richard Strauss’ Rosenkavalier.
Aus klanglicher und gesanglicher Sicht wurde Kurt Moll bisweilen als Webers Nachfolger bezeichnet.
Seine Grabstelle befindet sich auf dem Grinzinger Friedhof in Wien (Gruppe 11, Reihe 5, Nummer 2).

## Auszeichnungen
- 1937: Verleihung des Berufstitels Kammersänger durch Adolf Hitler
- 1966: Ehrenmitglied der Wiener Staatsoper

## Diskografie (Auswahl)
- Götterdämmerung, Rudolf Moralt (1949)
- Die Zauberflöte, Herbert von Karajan (1950)
- Parsifal, Hans Knappertsbusch (1951)
- Das Rheingold, Joseph Keilberth (1951)
- Götterdämmerung, Hans Knappertsbusch (1951)
- Tristan und Isolde, Herbert von Karajan (1952)
- Parsifal, Clemens Krauss (1953)
- Der Rosenkavalier, Erich Kleiber (1954)